# NK Eminovci
NK Eminovci je nogometni klub iz Eminovaca. 
Trenutačno se natječe u 3. ŽNL Požeško-slavonskoj.